# Còng
Còng là tên gọi thông dụng trong tiếng Việt, có thể dùng để chỉ một trong số 100 loài cua biển sống nửa trên cạn (semi-terrestrial), chủ yếu thuộc chi Uca. Là thành viên của họ Ocypodidae, còng là loài cua có quan hệ gần nhất với loài cua ma thuộc chi Ocypode. Toàn bộ nhóm cua này bao gồm những con cua có kích thước giữa con to nhất và bé nhất chỉ là 2,5 cm bề ngang. Loài cua này có thể được tìm thấy ở các bãi biển và các bãi bùn lầy thuỷ triều, đầm phá và đầm lầy. Còng được biết đến với đặc điểm cặp càng dị hình theo giới tính; cua đực có cặp hàng không đều với một càng lớn hơn rất nhiều càng kia, trong khi con cái có hai cặp càng đều nhau.
Giống các loài cua khác, còng thay vỏ khi lớn lên. Nếu chúng mất chân hoặc càng trong chu kỳ lớn, một cái chân hoặc càng mới sẽ được thay thế khi chúng lột xác. Nếu càng lớn bị mất, con đực sẽ phát triển càng lớn mới ở cùng phía khi lột xác. Cua mới lột xác rất dễ bị tổn hại do chúng có vỏ mềm. Chúng sống ẩn dật cho đến khi lớp vỏ mới cứng lại. Những con còng có nhịp sinh học cố định trong môi trường phòng thí nghiệm được kiểm soát với bối cảnh bắt chước sự lên xuống của thuỷ triều. Chúng có màu tối vào ban ngày và màu sáng vào ban đêm.

## Sinh thái học
Do dễ dàng được tìm thấy tại các khu rừng ngập mặn, trong các khu đầm lầy ngập mặn, và bãi cát hoặc bãi lầy ở biển của Tây Phi, Tây Đại Tây Dương, Đông Thái Bình Dương, và Ấn Độ - Thái Bình Dương, loài cua này dễ nhận ra bởi cặp càng không đều.
Còng giao tiếp bằng một chuỗi các động tác và cử chỉ vẫy tay; các con đực có càng quá khổ; được sử dụng khi đụng độ cho cuộc chiến theo nghi thức để dành được con cái và thể hiện ý định của chúng giữa các con cùng loài.
Càng nhỏ của con đực nhặt những mẩu cặn từ đất và đưa lên miệng để sàng, khiến cho còng là loài ăn bùn bã. Sau khi bất cứ thứ gì ăn được được tận dụng, có thể là tảo, vi khuẩn, nấm hoặc các mảnh vụn phân hủy khác, cặn này được thay thế dưới dạng một quả bóng nhỏ. Điều này tạo ra những quả bóng cặn bên cạnh những hốc thể hiện nơi ở của chúng.Nhiều chuyên gia tin rằng tập tính kiếm ăn của loài này có vai trò quan trọng trong việc bảo tồn môi trường đất ngập nước; bằng việc sàng cát, chúng đã làm thoáng khí nền đất và ngăn chặn tình trạng yếm khí.

## Vòng đời

Một con còng đực đang vẫy càng

Còng có vòng đời khá ngắn với thời gian không quá hai năm (có thể là ba năm nếu được bắt giữ). Con đực sử dụng càng to lớn để thực hiện màn ve vãn những con cái. Các con cái sẽ chọn bạn đời dựa trên kích thước của càng và chất lượng của màn trình diễn trên. Đối với nhiều loài còng, con cái ở trong hốc của con đực trong khi đẻ một ổ trứng. Nghiên cứu cho thấy kích thước càng chính của con đực cũng có thể liên quan đến chiều rộng của hố; chiều rộng của hố ảnh hưởng đến nhiệt độ ấp trứng. Do đó, con cái chọn bạn đời dựa vào kích thước càng của nó ám chỉ mong muốn môi trường tốt nhất cho trứng. Màn trình diễn cũng được cho rằng thể hiện sự khỏe mạnh của con đực; màn trình diễn này càng mạnh mẽ thì càng khó thực hiện và do đó đòi hỏi con được cần phải ở điều kiện sức khỏe tốt nhất. Điều này cho thấy con đực sẽ giúp cho ra những con non khỏe.
Các con đực tranh đấu với nhau bằng cặp càng chính. Nếu con đực mất đi càng lớn thì nó sẽ bắt đầu mọc chiếc càng lớn hơn ở phía càng nhỏ và sau đó hồi phục chiếc càng đã mất thành càng nhỏ mới. Đối với ít nhất một vài loài còng, sau khi mất càng lớn, chúng vẫn sẽ giữ càng nhỏ và càng lớn sẽ hồi phục dần trong một vài lần lột xác, với kích thường khoảng bằng một nửa càng cũ của nó sau lần lột xác thứ nhất. Con cái để trứng ở số lượng lớn trên lưng của nó. Nó sẽ ở trong hố trong hai tuần đầu mang trứng, sau đó nó chui ra và đi tới thủy triều rút để thả trứng. Ấu trùng sẽ duy trì ở dạng sinh vật phù du trong hai tuần tiếp theo.
Các loài còng như Uca mjoebergi đã được quan sát thấy biểu hiện của việc lừa gạt về khả năng chiến đấu của mình. Sau khi mọc lại càng đã mất, nó đôi khi sẽ mọc lại càng yếu hơn mà vẫn đe dọa được những con cua nhỏ hơn nhưng có càng khỏe hơn. Đây là ví dụ về việc phát tin hiệu không thật.
Chức năng kép của càng lớn của loài còng tạo ra một câu hỏi về tiền hóa hóc búa rằng việc cơ chế càng phục vụ tốt nhất cho việc chiến đấu không khớp với cơ chế tốt nhất dành cho việc trình diễn.

## Các loài
Cho tới năm 2016 nói chung việc phân chia và phân loại chi Uca là không thực sự nhất quán, nhưng có ít nhất 100 loài được sắp xếp trong 9 phân chi bao gồm: Australuca, Austruca, Cranuca, Gelasimus, Leptuca, Minuca, Paraleptuca, Tubuca, Uca. Đôi khi người ta còn xếp chúng vào các phân chi (hoặc chi) như Amphiuca, Boboruca, Celuca, Deltuca, Latuca, Mesuca, Planuca, Thalassuca.
Phân chia dưới đây lấy theo Shih et al. (2016).

### Giữ trong Ocypodinae
- Uca nghĩa hẹp (sensu stricto) = Uca (Uca): Giới hạn là các loài trong khu vực châu Mỹ.
  - Uca heteropleura
  - Uca insignis
  - Uca intermedia
  - Uca major - Loài điển hình của chi.
  - Uca maracoani
  - Uca monilifera
  - Uca ornata
  - Uca princeps
  - Uca stylifera
- Afruca = Uca (Uca). Đông Đại Tây Dương.
  - Uca tangeri = Afruca tangeri

### Chuyển sang Gelasiminae
Các loài dưới đây từng được coi là thuộc các phân chi của chi Uca như đề cập trên đây, hiện tại được chuyển sang các chi về cơ bản có tên gọi được duy trì như tên gọi của phân chi tương ứng. Chúng được xếp chung trong phân họ Gelasiminae.
- Gelasimus = Uca (Gelasimus). Phân bố rộng trong khu vực Ấn Độ Dương - tây Thái Bình Dương.
  - Uca borealis = Gelasimus borealis
  - Uca dampieri = Gelasimus dampieri
  - Uca hesperiae = Gelasimus hesperiae
  - Uca jocelynae = Gelasimus jocelynae
  - Uca neocultrimana = Gelasimus neocultrimanus
  - Uca tetragonon = Gelasimus tetragonon
  - Uca vocans = Gelasimus vocans - Loài điển hình.
  - Uca vomeris = Gelasimus vomeris
- Austruca. Phân bố rộng trong khu vực Ấn Độ Dương - tây Thái Bình Dương.
  - Austruca occidentalis[4]
  - Austruca variegata = Gelasimus variegatus[5]
- Austruca = Uca (Austruca)
  - Uca albimana = Austruca albimana
  - Uca annulipes = Austruca annulipes - Loài điển hình.
  - Uca cryptica = Austruca cryptica
  - Uca iranica = Austruca iranica
  - Uca lactea = Austruca lactea
  - Uca mjoebergi = Austruca mjoebergi
  - Uca perplexa = Austruca perplexa
- Austruca = Uca (Paraleptuca)
  - Uca bengali = Austruca bengali
  - Uca sindensis = Austruca sindensis
  - Uca triangularis = Austruca triangularis
- Paraleptuca = Uca (Paraleptuca)
  - Uca boninensis = Paraleptuca boninensis. Quần đảo Bonin (Ogasawara), Nhật Bản.
  - Uca chlorophthalmus = Paraleptuca chlorophthalmus - Loài điển hình. Đông Phi.
  - Uca crassipes = Paraleptuca crassipes. Ấn Độ Dương và tây Thái Bình Dương.
  - Uca splendida = Paraleptuca splendida. Đông Á và Việt Nam.
- Cranuca = Uca (Cranuca). Đông Phi.
  - Uca inversa = Cranuca inversa
- Leptuca = Uca (Leptuca): Châu Mỹ.
  - Uca batuenta = Leptuca batuenta
  - Uca beebei = Leptuca beebei
  - Uca coloradensis = Leptuca coloradensis
  - Uca crenulata = Leptuca crenulata
  - Uca cumulanta = Leptuca cumulanta
  - Uca deichmanni = Leptuca deichmanni
  - Uca dorotheae = Leptuca dorotheae
  - Uca festae = Leptuca festae
  - Uca helleri = Leptuca helleri
  - Uca inaequalis = Leptuca inaequalis
  - Uca latimanus = Leptuca latimanus
  - Uca leptodactyla = Leptuca leptodactyla
  - Uca limicola = Leptuca limicola
  - Uca musica = Leptuca musica
  - Uca oerstedi = Leptuca oerstedi
  - Uca panacea = Leptuca panacea
  - Uca pugilator = Leptuca pugilator
  - Uca pygmaea = Leptuca pygmaea
  - Uca saltitanta = Leptuca saltitanta
  - Uca speciosa = Leptuca speciosa
  - Uca spinicarpa = Leptuca spinicarpa
  - Uca stenodactylus = Leptuca stenodactylus - Loài điển hình.
  - Uca subcylindrica = Leptuca subcylindrica
  - Uca tallanica = Leptuca tallanica
  - Uca tenuipedis = Leptuca tenuipedis
  - Uca terpsichores = Leptuca terpsichores
  - Uca tomentosa = Leptuca tomentosa
  - Uca uruguayensis = Leptuca uruguayensis
- Minuca = Uca (Minuca). Châu Mỹ.
  - Uca argillicola = Minuca argillicola
  - Uca brevifrons = Minuca brevifrons
  - Uca burgersi = Minuca burgersi
  - Uca ecuadorensis = Minuca ecuadorensis
  - Uca galapagensis = Minuca galapagensis
  - Uca herradurensis = Minuca herradurensis
  - Uca longisignalis = Minuca longisignalis
  - Uca marguerita = Minuca marguerita
  - Uca minax = Minuca minax
  - Uca mordax = Minuca mordax - Loài điển hình.
  - Uca osa = Minuca osa
  - Uca pugnax = Minuca pugnax
  - Uca rapax = Minuca rapax
  - Uca thayeri = Minuca thayeri[6]
  - Uca umbratila = Minuca umbratila[6]
  - Uca victoriana = Minuca victoriana
  - Uca virens = Minuca virens
  - Uca vocator = Minuca vocator
  - Uca zacae
- Petruca = Uca (Leptuca). Ven Thái Bình Dương thuộc Trung Mỹ và bắc Nam Mỹ.
  - Uca panamensis = Petruca panamensis
- Tubuca = Uca (Tubuca). Phân bố trong khu vực Ấn Độ Dương - tây Thái Bình Dương.
  - Uca acuta = Tubuca acuta
  - Uca australiae = Tubuca australiae
  - Uca arcuata = Tubuca arcuata
  - Uca capricornis = Tubuca capricornis
  - Uca coarctata = Tubuca coarctata
  - Uca demani = Tubuca demani
  - Uca dussumieri = Tubuca dussumieri
  - Uca flammula = Tubuca flammula
  - Uca forcipata = Tubuca forcipata
  - Uca paradussumieri = Tubuca paradussumieri
  - Uca rhizophoriae = Tubuca rhizophoriae
  - Uca rosea = Tubuca rosea
  - Uca typhoni = Tubuca typhoni
  - Uca urvillei = Tubuca urvillei - Loài điển hình.
- Tubuca = Uca (Australuca). Phân bố từ ven Australia tới Indonesia.
  - Uca bellator = Tubuca bellator
  - Uca elegans = Tubuca elegans
  - Uca hirsutimanus = Tubuca hirsutimanus
  - Uca longidigitum = Tubuca longidigitum
  - Uca polita = Tubuca polita
  - Uca seismella = Tubuca seismella
  - Uca signata = Tubuca signata
- Xeroca = Uca (Tubuca). Phân bố tại đảo Đài Loan và quần đảo Bành Hồ.
  - Uca formosensis = Xeroca formosensis

## Vật nuôi
Loài còng thỉnh thoảng được giữ làm vật nuôi. Những con cua này có trong các cửa hàng vật nuôi thường có nguồn gốc từ các đầm nước lợ. Do chúng sống ở các vùng nước ít mặn hơn, các cửa hàng có thể gọi chúng là cua nước ngọt, nhưng chúng không thể sống mãi trong nước ngọt.